# Khun Borom
De Lao beschouwen Khun Borom als de vader van hun ras. Geschiedschrijvers nemen aan dat hij koning P'i Lo Ko was van Nan Chao van 729 - 746 en ook koning van Sibsong Chutai. Hij veroverde de Thaise koninkrijken in Zuid-China en Noord-Laos.
Khun Lo was Khun Boroms oudste zoon. De andere zoon van Khun Borom, khun Chaiyapongse, kwam naar Noord-Thailand en vestigde daar het koninkrijk van Yonok (Chiang Saen) in 773, met de hoofdstad bij Yonoka Nakorn (Chiang Saen).  Dit was de voorloper van Lanna Thai en het eerste Thai-koninkrijk in het gebied dat nu bekendstaat als Thailand. 
Volgens de legende daalde hij neer uit de hemel1 (volgens geleerden Nan Chao, China) in de 8e eeuw. Hij landde bij Muang Then 2. Hij stichtte zeven staten voor zijn zeven zoons, waaronder Muang Sawa voor zijn oudste zoon Khun Lo. Muang Sawa wordt beschouwd als de voorganger van Lan Xang.
- 1) Volgens geleerden Nan Chao of China
- 2) Điện Biên Phủ in Vietnam